# Dabou (departement)
Dabou är ett departement i Elfenbenskusten. Det ligger i regionen Grands-Ponts, i den södra delen av landet, 170 km sydost om huvudstaden Yamoussoukro.